# Leishmania infantum
Leishmania infantum é uma espécie de protozoário flagelado da família Trypanosomatidae. A espécie é o agente etiológico da leishmaniose visceral do Velho Mundo e Novo Mundo.
A espécie foi descrita em 1908 por Charles Nicolle como Leishmania infantum. Em 1937, Evandro Chagas e Cunha descreveram a espécie Leishmania chagasi como causadora da leishmaniose visceral na América. Pesquisas moleculares comprovaram que se tratavam da mesma espécie, sendo então a chagasi considerada como sinônimo de infantum.
Leishmania infantum é muito próxima da Leishmania donovani, e alguns autores acreditam que estas duas espécies são tão relacionadas que podem ser tratadas como uma única espécie com duas subespécies, entretanto análises filogenéticas podem distinguir estes dois grupos como espécies distintas, e demonstraram que alguns isolados de L. donovani tinham sido erroneamente classificados como L. infantum e que Leishmania donovani é constituída por diversos grupos genéticos.